# 金魚売
金魚売（きんぎょうり）とは江戸時代後期に登場した金魚を売り歩く商人。またはその職業。夏の季語でもある。
『絵本江戸風俗往来』によれば、夏の初めから秋の初めの間、天秤棒に提げたたらいの中に金魚を入れ、独特の甲高い売り声を上げながら江戸市中を売り歩いたほか、縁日に出店していた。
金魚売の多くは日銭を稼ぐために短期で勤めていたものらしく、冬になると扇の地紙売りなど別の仕事を請け負っていたようである。水の入ったタライを担ぐため意外に重労働であり、金魚売の多くは若者であった。
江戸時代後期には町人の間に金魚を観賞魚として飼育する習慣が広まり、金魚鉢（ガラス製の球形の水槽）に藻などを入れて飼育するようになった。